# The Adventures of Pete & Pete
The Adventures of Pete & Pete je americký televizní seriál, vysílaný v letech 1991 až 1996 stanicí Nickelodeon. Vytvořilo jej duo Will McRobb a Chris Viscardi. Odehrává se ve městě Wellsville (konkrétní stát není v seriálu zmínen, avšak mělo by jít o fiktivní verzi města ve státě New York). Poznávací značky automobilů říkají, že jde o Sideburn State. Celkem vzniklo 34 plnohodnotných, šestnáct krátkých a pět speciálních epizod. V seriálu hráli Danny Tamberelli, Mike Maronna, Hardy Rawls, Iggy Pop, Steve Buscemi a další.